# Le Bosc-Roger-en-Roumois
Le Bosc-Roger-en-Roumois foi uma antiga comuna francesa na região administrativa da Normandia, no departamento de Eure. Estendia-se por uma área de 9,91 km². Em 2010 a comuna tinha 3 677 habitantes (densidade: 371 hab./km²).
Em 1 de janeiro de 2017, passou a formar parte da nova comuna de Bosroumois.